# Žutoglava pliska
Žutoglava pliska (лат. Motacilla citreola) mala je ptica pevačica iz familije pliski i trepteljki .

## Etimologija
Termin citrine odnosi se na žutu obojenost ptica.

## Taksonomija
Njihova sistematika, filogenija i taksonomija su objekat žustrih debata s početka 21 veka. To je zato što vrsta formira kriptični kompleks vrsta, ukrštajući se sa istočnom žutom pliskom (M. tschutschensis) i zapadnom žutom pliskom (M. flava). Budućnost pripadnosti ove vrste određenom višem taksonu se ne nazire u skorijoj budućnosti.
Motacilla je latinsko ime za belu plisku i predstavlja deminutiv od reči motare, „kretati se” i reči koja se još od Srednjeg veka tumači pogrešno, cilla sa značenjem „rep”. Specijsko citreola je od latinskog „limun žuto”.

## Opis
To je vitka, 15,5–17 cm dugačka ptica, sa dugačkim, stalno „klackajućim” repom, karakterističnom pojavom za rod Motacilla. Odrasli mužjak je u osnovi obojen sivom ili crnom na leđima sa belim tonovima na perima krila, jarko žutim stomakom i glavom, pri čemu je teme crno. U toku zime, žuto perje može pobeleti, glava postaje braon sa žutom obrvom (supercillium). Odrasle ženke su slične mužjacima u zimskom perju, s tim da su boje dosta ispranije.

## Distribucija
Vrsta se gnezdi u centralno-severnoj Aziji na vlažnim livadama i tundri. Migrira u toku zime u južnu Aziju, najčešće u viosokoplaninske regione. Ima tendenciju širenja areala rasprostranjena ka zapadu, što je i dokazano 2016 godine kada je zabeleženo prvo gnežđenje na Balkanskom poluostrvu, na Vlasinskom jezeru

## Ekologija
Ovo je insektivorna ptica otvorenih staništa blizu vode kao što su vlažne livade, tresetišta. Gnezdi se na zemlji, u travi, gde polaže od 4 do 5 jaja.
- Ženka u gnezdećoj sezoni
- Mladunac
- Prvogodišnja ptica
- Zimska obojenost
- Zimska obojenost
- Žutoglava pliska
- Mužjak žutoglave pliske sa Vlasinskog jezera
- Ženka žutoglave pliske sa Vlasinskog jezera
- Motacilla citreola citreola